# Gaulthérie odorante
Gaultheria fragrantissima
Espèce
Classification phylogénétique
La gaulthérie odorante (Gaultheria fragrantissima) est une espèce de plante à fleurs de la famille des Ericaceae (qui regroupe myrtille, airelle, bruyère, arbousier...), originaire des forêts de l'Himalaya. 
Elle est la source d'essence de Wintergreen, semblable à celle extraite de la Gaultheria procumbens canadienne. Sa très forte teneur en salicylate de méthyle explique ses propriétés anti-inflammatoires et analgésiques.  

## Étymologie et nomenclature
La première description botanique a été faite par Nathaniel Wallich en 1820 dans Asiatic Researches. Wallich était un botaniste danois installé en Inde qui herborisa au Népal, dans le Bengale et en Birmanie.
Le terme de latin botanique Gaultheria fragrantissima est composé d'un nom de genre Gaultheria, créé par Carl Linné en 1753. Il dédia ce taxon à Jean François Gaulthier, botaniste et médecin à Québec qui lui avait fait parvenir un petit arbuste rampant (Gaultheria procumbens) du Canada. En 1753, cette espèce canadienne était la seule du genre Gaultheria, décrite par Linné.
L'épithète spécifique fragrantissima est emprunté au latin fragans « odorant, parfumé», sous la forme superlative.

## Description

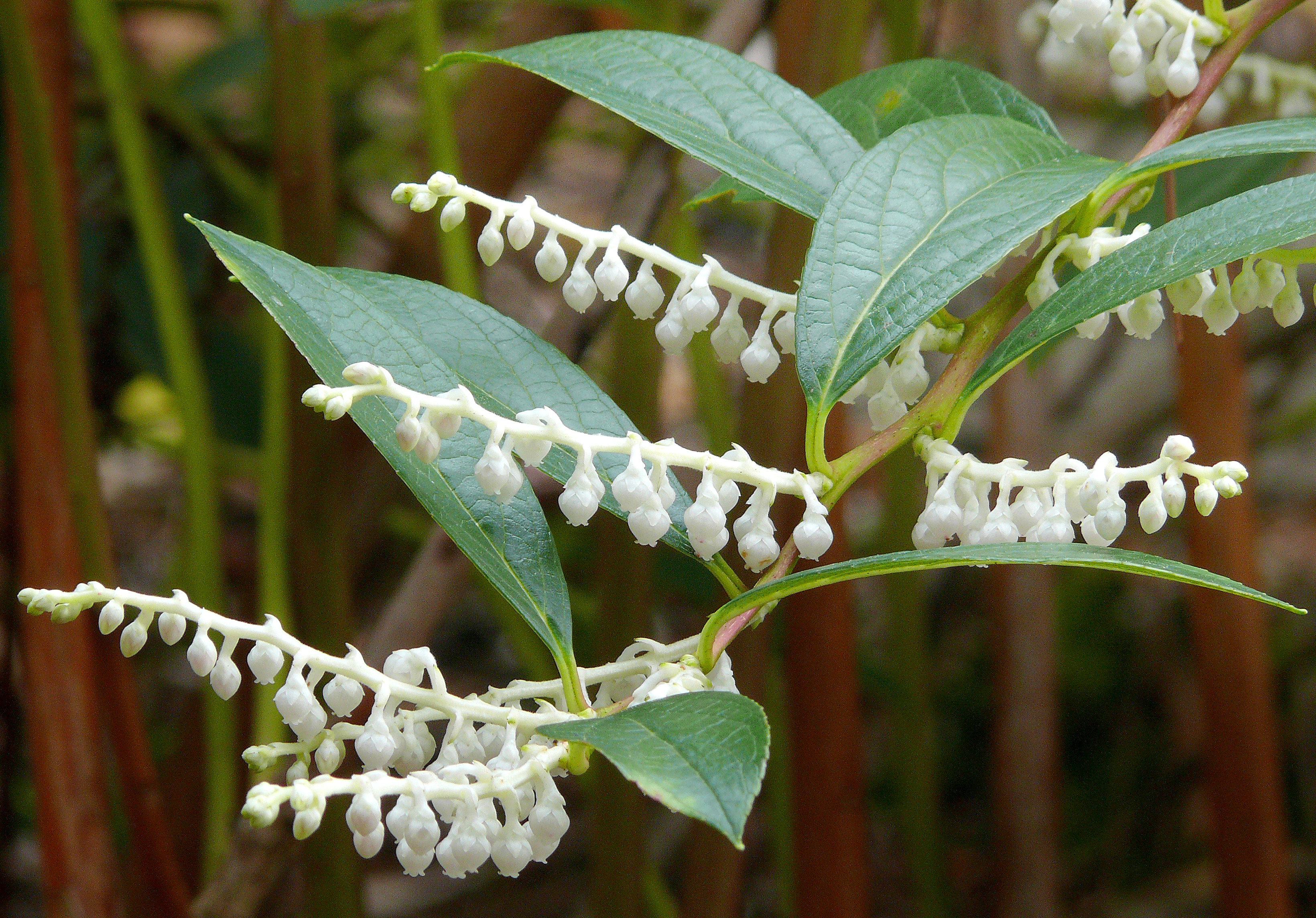
Racème de fleurs de G. fragrantissima.

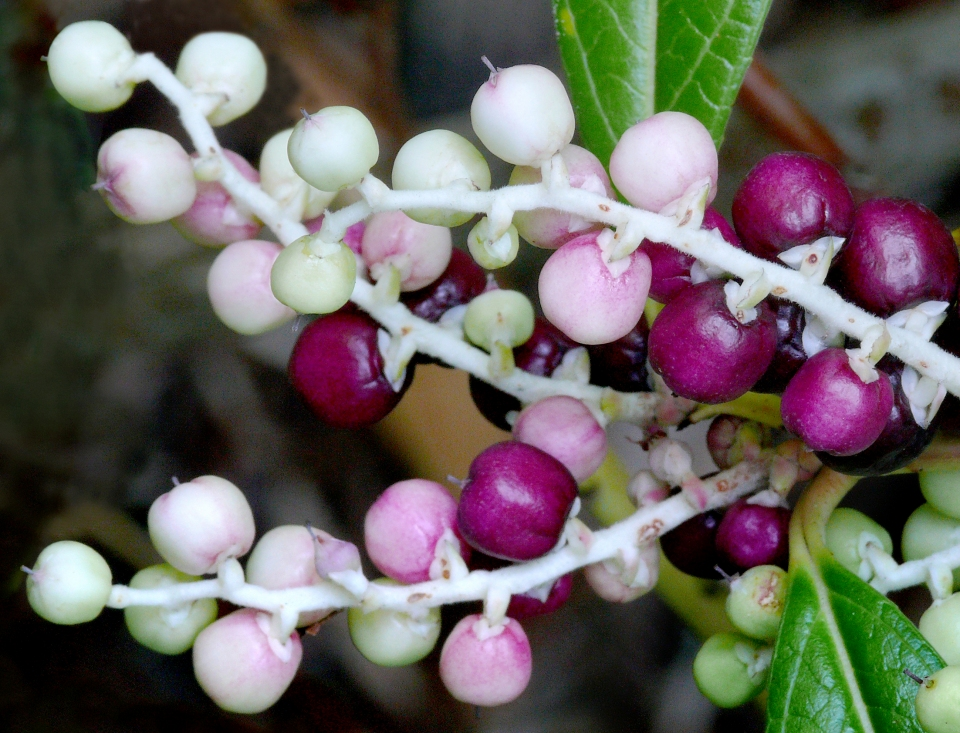
Grappes de fruits de G. fragrantissima,
de couleur magenta

Gaultheria fragrantissima est un arbuste de 1 à 3 m de haut, rarement un petit arbre (jusqu'à 4 m), à feuilles persistantes.
Les feuilles alternes, comportent un pétiole de 3-5 mm, un limbe de forme diverse, elliptique, oblongue-elliptique, ovale, obovale, ou étroitement obovale-lancéolée, de 5-17 cm de long sur 2-6,5 cm de large, coriace, à base cunéiforme, parfois obtus-arrondi, au bord serrulé, à apex aigu. Elles sont vert foncé sur la face supérieure et vert-blanchâtre, ponctuées, sur la face inférieure.
L'inflorescence est un racème de 3-9 cm, portant de nombreuses fleurs. Le calice glabre possède 5 lobes triangulaires de 2 mm. La corolle blanche tubulaire-urcéolée, de 4-5 mm, est bordée de lobes très courts. 
Le fruit est une capsule globuleuse de 4-6 mm de diamètre, pubescente. Lors de la fructification le calice devient bleu-pourpre, magenta et charnu.
La floraison a lieu de janvier à mai, la fructification de juin à août.

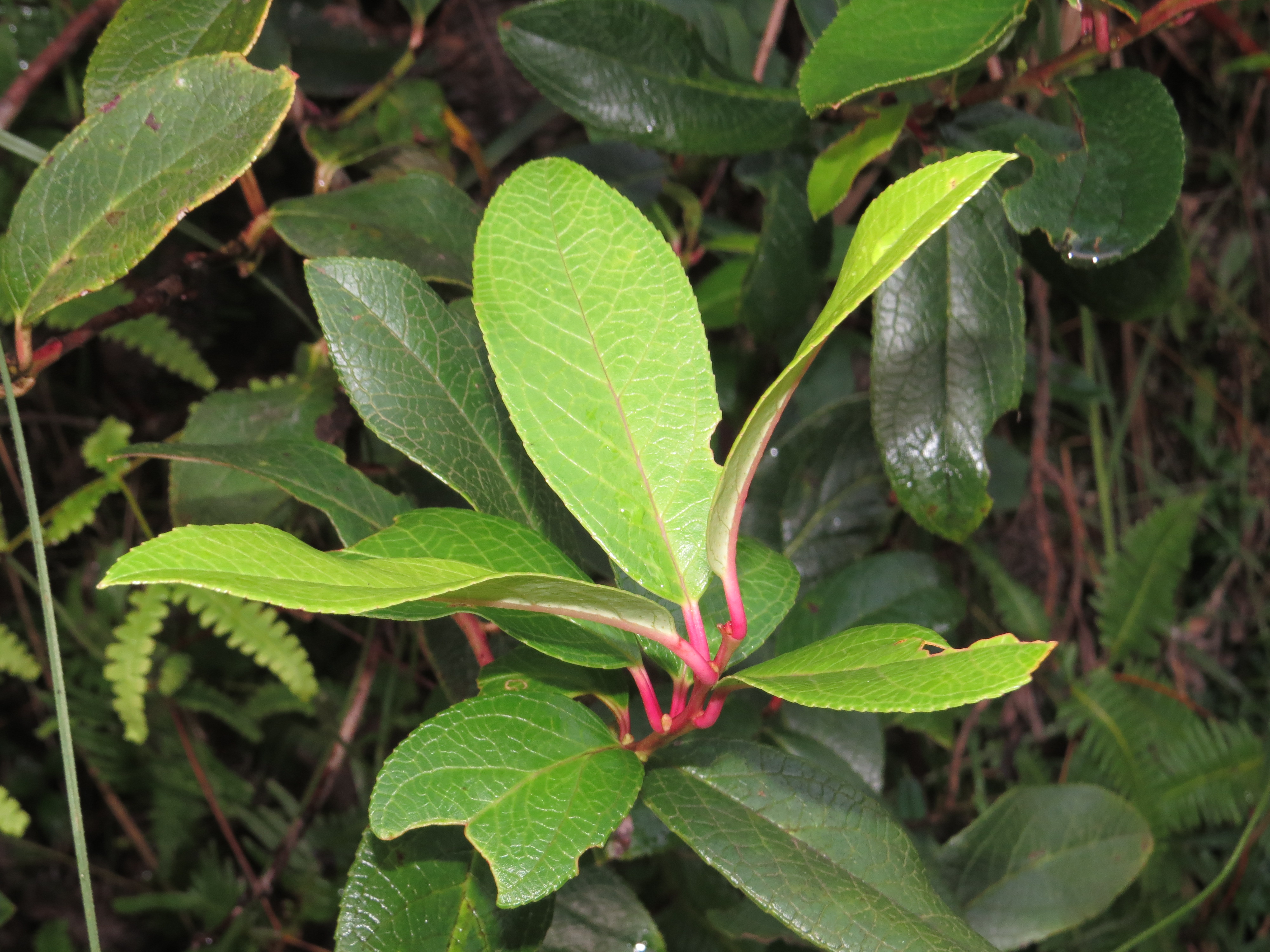
Feuilles coriaces, persistantes de Gaultheria fragrantissima, Kerala
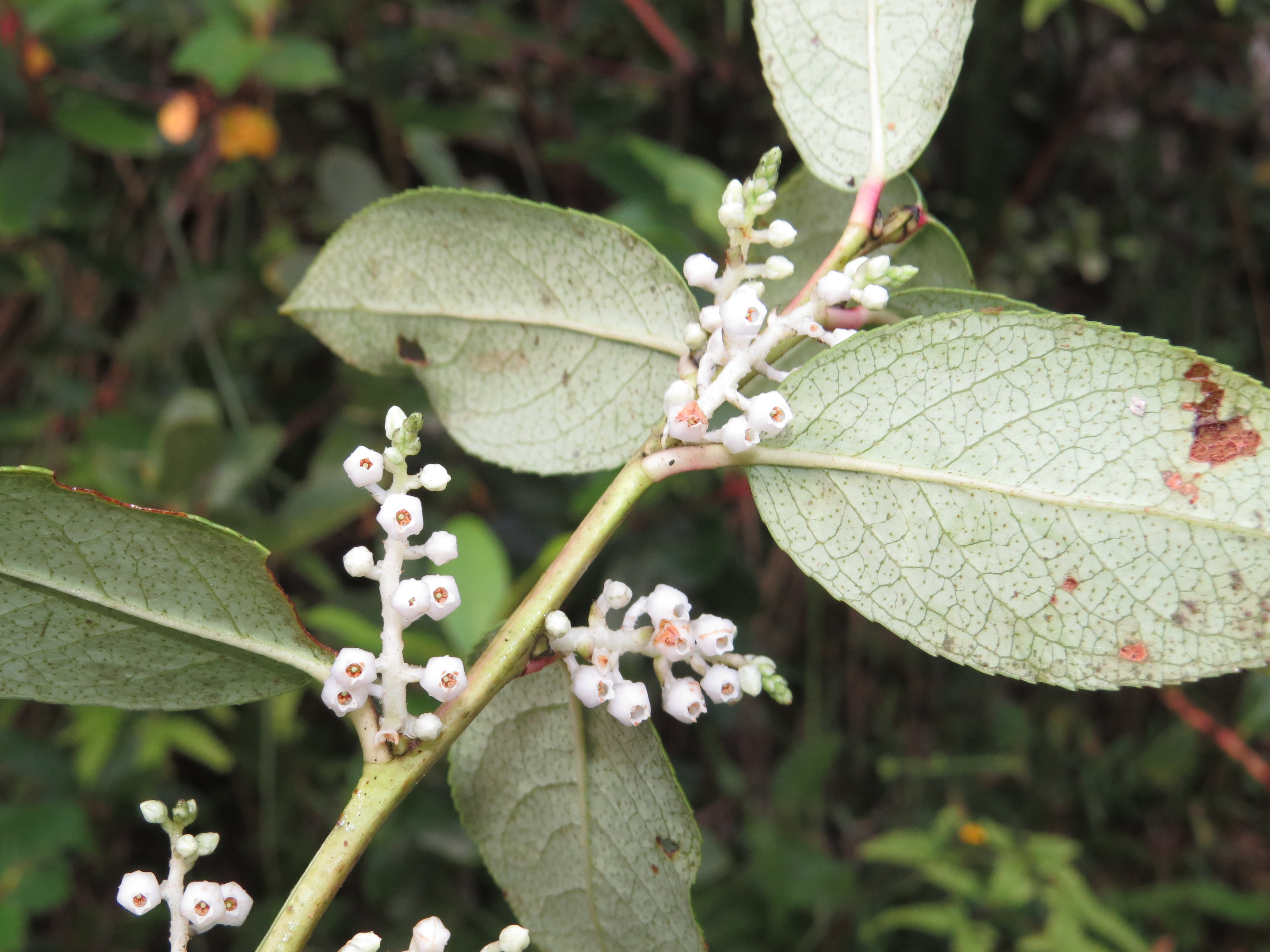
Revers des feuilles blanchâtre et ponctué, racèmes de fleurs blanches, urcéolées, Kerala
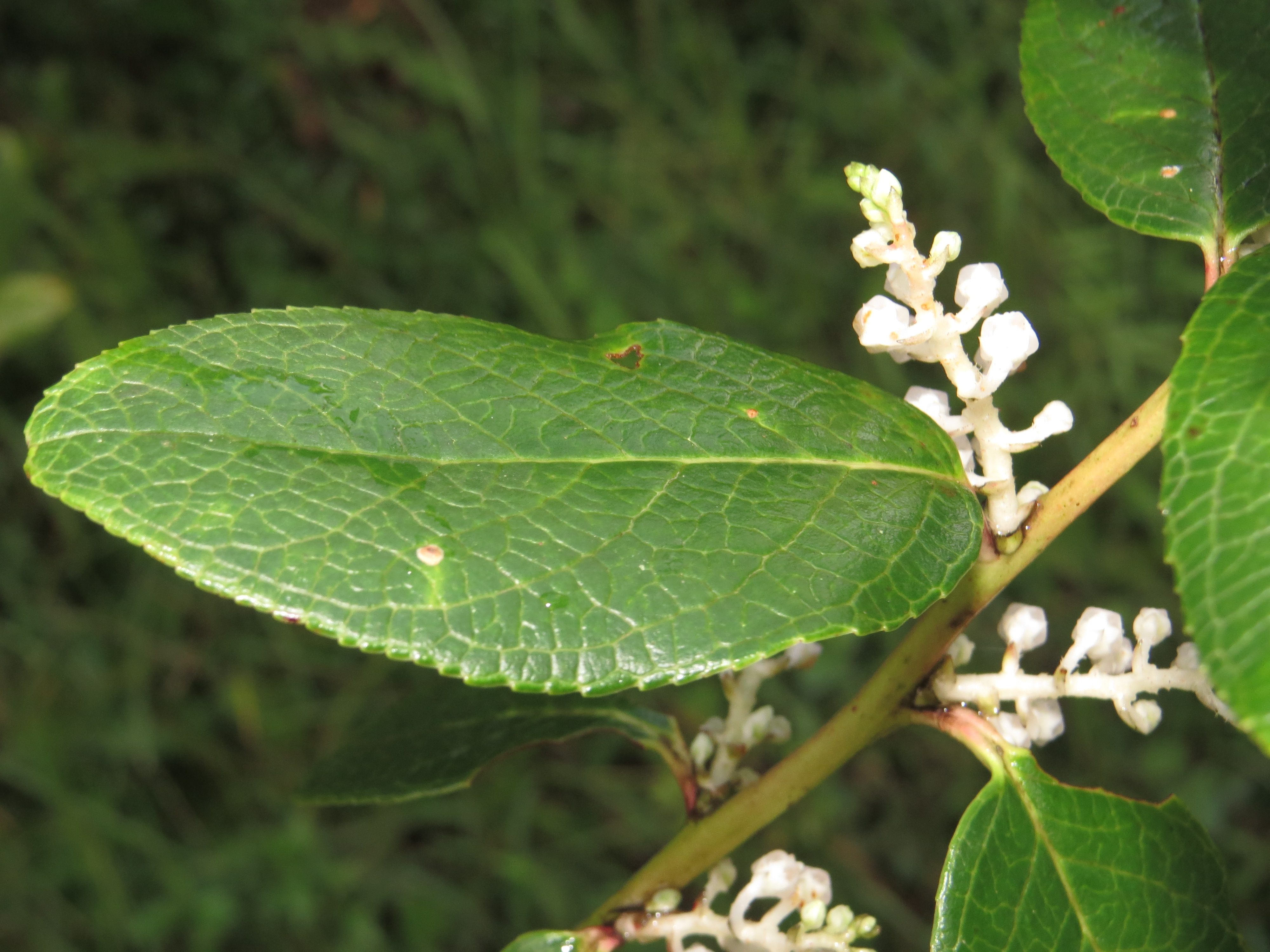
Feuille et racème

## Distribution
La gaulthérie odorante est une plante des montagnes de l'Himalaya, croissant au Bhoutan, en Inde, Sri Lanka, Malaisie, Myanmar, Népal, Vietnam du Nord et Chine (Tibet, Yunnan).
Elle croît dans les forêts sempervirentes, dans les fourrés sur pentes sèches, entre 1000 et 3 200 m d'altitude. Des chercheurs indiens la signalent dans le nord-est de l'Inde, le Népal et Bhoutan, entre 1800 et 2 500 m ainsi que dans les Palani Hills au Kerala, au-dessus de 1 500 m.
C'est un arbuste des sous-bois aux sols acides et bien drainés.

## Utilisations
Le fruit, de couleur magenta pourpre, est comestible. Il fournit une bonne source de micronutriments, d'anthocyanes, de flavonoïdes et composés phénoliques. Il a une forte activité antioxydante.

### Huile essentielle
L'huile essentielle obtenue par hydrodistillation de feuilles fraîches de gaulthérie est appelée communément essence de Wintergreen (Bruneton, 2009). Qu'elles proviennent de la gaulthérie couchée (G. procumbens) d'Amérique du Nord, de la gaulthérie odorante himalayenne ou de l'écorce de bouleau flexible (Betula lenta), toutes ces essences sont composées essentiellement du salicylate de méthyle.
L'huile essentielle extraite est légèrement jaunâtre, avec un puissant arôme camphré et un gout doux-amer qui pourrait être dû à la présence d'un grand nombre de composants volatils oxygénés dans les feuilles (d'après l'étude de Bantawa et al (2011) des gaulthéries odorantes prélevées dans la région de Darjeeling - Kalimpong, de la partie de l'Inde entre le Népal et le Bhoutan). 
Le rendement moyen d'huile essentielle est de 1,22 à 1,79 % (v/v). Soit d'après Bantawa et al., un taux très supérieur à ceux obtenu à partir de G. procumbens durant l'été ou du Betula lenta. 
La mesure par chromatographie en phase gazeuse donne 98 % de salicylate de méthyle.  
L'étude de Kumar et al confirme ces résultats.
| Composition de l'huile essentielle de Gaultheria fragrantissima (Kumar et al) |        |
| Composé                                                                       | %      |
| Salicylate de méthyle                                                         | 98,035 |
| Salicylate d'éthyle                                                           | 0,069  |

Salicylate de méthyle

L'essence de Wintergreen extraite de gaulthérie odorante prélevée dans la forêt de Godawari à 1 900 m d'altitude, au Népal, a une composition légèrement différente : le constituant majoritaire est toujours le salicylate de méthyle (94,16 %) mais le 4-hydroxy-4-methyl-2-pentanone (diacétone alcool, à odeur agréable) est très présent (5,84 %).
Le salicylate de méthyle est un dérivé de l'acide salicylique. C'est un antiagrégant plaquettaire qui évite la formation de caillot en empêchant les plaquettes de s'agglutiner. Il a aussi une action analgésique, anti-inflammatoire, spasmolytique, insecticide et rubéfiante. 
Le salicylate de méthyle n'existe pas sous forme libre dans les Gaultheria mais comme glycoside, appelé la gaulthérine. Ce glycoside est un conjugué de salicylate de méthyle avec un disaccharide de glucose et de xylose. 
De nombreux composés phénoliques ont aussi été trouvés dans les feuilles de gaulthérie odorante,: acide férulique, acide p-coumarique, acide caféique, acide ursolique, acide 4-hydroxybenzoïque, acide protocatéchique, acide o-pyrocatéchique, acide salicylique, acide vanillique, acide gentisique, ainsi que (+)-Lyoniresinol-2α-O-β-d-glucopyranoside, un lignane.
L'odeur caractéristique de l'essence de Wintergreen est liée à quelques composés aromatiques : le benzoate de benzyle (odeur balsamique douce, rappelant l'ylang-ylang), acétate de menthyle (monoterpène, odeur de menthe poivrée), bêta-asarone, hexanal (odeur fruité), α-pinène (lavande), myrcène etc.

### Emplois médicinaux
L'essence de Wintergreen est utilisée en Amérique du Nord dans la formulation de produits d'hygiène buccale, de produits cosmétiques, de préparations médicamenteuses pour l'usage externe ainsi que pour l'aromatisation de produits alimentaires. Mais l'essence de Wintergreen est souvent remplacée par le salicylate de méthyle synthétique.
En Inde et en Chine, la gaulthérie odorante est récoltée dans la nature pour être utilisée en médecine populaire et pour son fruit comestible.
Des travaux de pharmacologie ont montré que l'huile essentielle des feuilles avait des propriétés,,:
- anti-inflammatoires,
- analgésiques, antalgiques
- anti-oxydantes,
- antibactériennes, antifongiques.

L'essence de Wintergreen est utilisée en massage pour les douleurs rhumatismales, les tendinites, les contractures musculaires, les crampes, les rhumatismes. Elle s'emploie diluée dans l'huile : 2 gouttes d'essence de Wintergreen pour 10 ml d'huile végétale. 
Précautions d'emploi: pour Jean Bruneton « ce produit est régulièrement à l'origine d'intoxications dont la symptomatologie est celle de l'intoxication salicylée ». L'huile essentielle de gaulthérie odorante sera écartée de toutes voies d'administration pour toute personne allergique aux salicylés et interdite par voie orale pendant la grossesse, la petite enfance et auprès de tout patient sous traitement anticoagulant. Cette essence est à déconseillée avec la prise d'anticoagulants qui fluidifient le sang, car le salicylate de méthyle est un antiagrégant.